# 谢派芬
谢派芬（1918年—1989年），男，汉族，安徽黄山歙县人。
原中華民國空軍飞官、中華民國空軍軍官學校上尉教官，1948年春结识中共地下党，1948年11月秘密加入中国共产党，1949年元旦假期间借试飞之名驾机起义，随后加入中国人民解放军空军。1949年10月1日，参加开国大典，驾驶C-46运输机，编队飞行，接受检阅。1950年，参加开辟“空中禁区”康藏航线并执行高原空投飞行任务，为中华人民共和国发展航空事业做出巨大贡献，于1962年晋升中校军衔，1963年停飞。停飞后当选为湖北省人大代表、政协委员。

## 青年时期

### 抗战
1936年，谢派芬考入中華民國中央航空机械學校，后转入陆军军官学校中学习。
1938年8月，考入中華民國空軍軍官學校第十三期（因抗战迁至云南昆明）。
1941年日本向美國宣戰後，國民政府獲得美國同意將航校學官派遣美國進行飛行教育，以利後續軍援接機事宜，謝派芬與十三期學官一同赴美進行訓練，成為第一批赴美訓練的官校生之一。
1944年3月，回国后編入中美空軍混合團第一轟炸機大隊，主要擔任B-25轟炸機飛行員，先后在印度、巴基斯坦、中国上空对日作战30余次，荣获三级复兴勋章及多枚奖章。

### 第二次国共内战
抗戰勝利後，谢派芬續任中華民國空军第一大队一中队分队长，部队驻在汉中，和其他飞行员常在一起谈论抗战胜利后，为国家的和平建设再尽一把力的美好前景。
1945年12月，谢派芬被调至国军空运第20大队，赴上海接收美军援助的C-46運輸機。光复后的上海乌烟瘴气，一片混乱，贪腐之风盛行，谢派芬陷入了极度迷惑和愤懑之中，对国民党开始失去信心。
1946年底，谢派芬被调回空军1大队（轰炸机部队）。因战局需要，国民党当局要求所有飞行员参战，并在起飞前要求地勤人员把每架飞机的枪口都用纸糊着，说是“怕进异物和灰尘”，实际上是便于检查飞行员执行任务时是否开火。谢派芬内心痛苦，不忍心残害解放区军民，常把炸弹投到荒郊野外，将枪炮平射、乱放一通，并决心摆脱国民党当局控制。
1948年春，谢派芬被调到位于杭州笕桥的国民党中華民國空軍軍官學校，成為隸屬官校的上尉飛行教官，在官校任職期间认识了中共地下黨員兼筧橋航校中共臨時支部書記呂雲蓀（真名呂明，空軍官校十九期入學，在1939年秘密入党，並受中國共產黨指示報考空軍官校）、趙立品（空軍官校十五期入學，投共後改名为赵大海）和邢文卓（空軍官校十二期，投共後改名为邢海帆）3人。经过中共的考验，1948年11月22日，吕云荪和专程从上海到杭州来的谢林立（现名谢筱遥），接收谢派芬加入共产党，并在杭州大华饭店20号房间秘密举办了入党仪式。
1948年底，战局日益明朗，国民党各机关部门迁往台湾，笕桥航校也开始忙于搬迁。中共党组织最初决定让谢派芬随着航校一起前往台湾，继续在隐蔽战线工作。谢派芬为此做了临行的准备，把平时积蓄的钱都交给吕云荪，并叮嘱“除了每月给远在安徽农村的老父亲寄点生活费外，其余全由组织支配”。
1948年12月16日夜，中華民國空军第八大队中尉飛官俞渤等人趁蔣中正陪同国军飞行员在新生社（空军俱乐部）观看《国魂》（讲述文天祥抵抗蒙古族入侵的电影）时驾驶B-24轟炸機起义，并轰炸大校场机场、总统府，但因投弹系统被机场内另一线的地下党提前破坏（本意是为防止该轰炸机轰炸解放区）而误炸了长江边的燕子矶。
俞渤驾机起义引起国民党当局震动，笕桥国民党空军军官学校教育长胡偉克 在“总理纪念周”会上特意对飞行员们训话并加强控制。中共党组织为进一步瓦解国民党军心，让吕云荪找到谢派芬，向其转告放弃原赴台湾隐蔽的任务，把C－46运输机飞抵解放区。恰巧此时谢派芬已从教员队伍中调出来，和另外几个人组成了飞台专机组，活动较方便，经常到机场去了解飞机的检修准备和天气情况，等待起义时机。
1949年元旦，笕桥航校放了三天假。第三天，谢派芬和同樣被呂雲蓀吸收的中尉飛行教官蔣聲翰借试飞之名，行起义之实，自杭州飞赴解放区。飞机在郑州机场安全降落后，受到了郑州警备区司令员孔从洲和市委领导的接见和宴请。随后，中共党组织安排谢派芬和蒋声翰等5（还有3名机务人员）人去石家庄华北军政大学学习。
1949年3月，谢派芬被派往齐齐哈尔，担任东北老航校一大队教育组副组长，负责培训人民空军最早的一批运输机飞行员。
1949年4月，谢派芬和蒋声翰机组回郑州把飞机飞至北平。在北平，谢派芬和其他起义人员一起受到了周恩来副主席、朱德总司令的接见。
1949年5月下旬，上海解放后修复的第一架C-46型运输机命名为“上海解放号”。7月1日清晨，上海市市长陈毅在机场当面向谢派芬交代了把该机平安飞至北平的任务，谢派芬和飞行员魏雄英驾机飞赴北平，向中国共产党的“七一”献礼。
1949年8月底，人民解放军组建第一个飞行中队，谢派芬被任命为第一个运输分队长，较好地完成了运输机分队组建的创业任务和人才的培养。

## 中年经历
1949年10月1日，谢派芬参加了开国大典，驾驶C-46运输机，作为刘善本的右僚机编队，飞越天安门，接受检阅。
随后，又担任了新组建的华北航空处空运队队长，多次带领机组执行专机及支援陆军十八军进军西藏、解放西藏等飞行任务，为建设人民空军贡献力量。

### 支援陆军西线作战
1950年3月，中国人民解放军十八军奉命在十四军一部的配合下，从四川乐山出发，向雅安、康定、甘孜进军，准备解放西藏。24日，十八军先遣部队攻占康定，因后勤补给困难（公路只通至雅安，再往西进全靠肩扛、马驮）而面临断粮困境，中央军委指示空军进行空投支援。
中国人民解放军空军组成了1支拥有9架C-46和1架C-47運輸機的西南军区航空处空运队。由谢派芬任队长，李光启任政委，执行支援18军进藏的任务。
1950年3月底，谢派芬在西南航空处余非处长带领下，至重庆西南军区见刘伯承司令员、邓小平政委和李达参谋长。
回队后，谢派芬向徐骏英、杨宝庆3个机组空地勤人员传达首长的指示和领受的任务。
研究讨论中，谢派芬等一致表示要开辟被美国和国民党空军称为“空中禁区”的康藏高原航线，同时意识到面对的巨大困难：一是康藏高原平均海拔5,000米以上，没有适合在安全飞行高度以上的高空飞机（现有的飞机是缴获和起义飞到解放区的C-47，没有二级增压和氧气设备；C-46虽有二级增压，但氧气设备等重要机载设备均被国民党军拆除了，两种型号的飞机都无法达到康藏高原的安全飞行高度），且康藏高原没有可供备、迫降的机场，飞机一旦出现故障，将导致机毁人亡的严重事故；二是没有准确可靠的航行地图，山高与地标位置与实际情况差异大，且康藏高原没有气象台站和导航设备，航行的准确性和寻找空投场有很大困难；三是高原天气变化无常，强烈的气流颠簸，云中飞行有导致撞山的危险。
最终确定的飞行方案：将手里年代久远的康藏地图，与陆军所用的大比例尺地图反复对比，确定地标；寻找东西向的峡谷“康定山口”；保持目视飞行，进行试航，逐段延伸航线，突破“空中禁区”，进行“空中长征”。

### 开辟“空中禁区”
1950年4月3日，谢派芬、徐骏英驾驶C-47飞机进行第1次试航。为缩短途中距离，先从重庆转场至成都凤凰山机场。起飞后，沿川西平原西侧，与邛崃山脉平行向南爬高到4,800米，达飞机最大升限。右侧的一排大山见不到山顶，实际山高比地图上的标高高出2,000至3,000米，若按常规作云中飞行，极可能撞山，只好返航，第1次试航失败。
1950年4月4日， 康定的地面部队报来“天气好”的消息，谢派芬驾驶C-47飞机起飞进行第2次试航。西面连绵不断的山脉，该型飞机无法飞越，只能找山谷飞行。当飞机往雅安飞行时，山区气象骤变，黑云扑面而来，飞机进入云海，上下颠簸强烈，只好返航，第2次试航失败。
1950年4月8日，经机务人员努力，拼凑了一架有氧气设备的C-46型飞机，谢派芬机组驾驶该机进行第3次试航。飞机爬升至5,500米的云层上，7,556米的贡嘎山脉一片白雪屹立在左前方，右边是5,500多米的折多山，上面一片蓝天。谢派芬判断到达了由康定流入大渡河的支流上空，按原计划从两大山峰之间的山谷飞进康藏高原，便可找到康定作首次空投，但高原天气变化无常，地面突然被浓云覆盖，谢派芬等再次计算飞行数据，确定到了康定上空，盘旋多次仍见不到地面，无法实施空投，只好返航。返航途中，谢派芬机组将225包、总计4,500千克的大米空投给驻雅安的部队。驻康定的部队电告“听到飞机声音，飞机在上空转了好多圈，就是不见空投”。第3次试航没有白飞，找到飞向康藏高原的门径。
通过3次试航，谢派芬心里有了底，重新制定了一套飞行办法，向全体飞行人员作了介绍。
1950年4月13日，第4次试航谢派芬选派了其他飞行人员，希望一举成功，为大家创造立功的机会。由于新机组没有经验，试航找错了山谷，天气虽好却没到达康定，延误了前方部队的补给，第四次试航失败。这时已传来前方部队缺粮，已在找野菜、挖地鼠充饥的的消息。
1950年4月15日，上级令谢派芬率领第3次试航的原班人马再次出动，驾驶C-46型8003号双发螺旋桨运输机作第5次试航。是日，天气良好，沿途地标清晰，看到了大渡河。飞机顺利进入康定山口，飞行高度5,500米，康定以西，仍是山高谷深的险峻山区，只有几处谷地，范围都不大，很难找到一块适合迫降的场地。这次终于飞越天险，突破“空中禁区”，打开了通向康藏高原的“天门”，空投成功，解决了进藏部队的燃眉之急，为西藏解放做出重要贡献。
经过5次艰难的试航，谢派芬机组终于飞越天险，突破“空中禁区”，打开了通向康藏高原的第一扇“天门”——西康省的南大门。为此十八军政委谭冠三亲自来空运队致谢，鼓舞飞行人员的士气。

### 再立新功
首次试航康定空投成功之后，为保证高原飞行安全，谢派芬发动全体空地勤人员，认真总结5次试航康定空投及康藏高原的飞行经验，制定安全措施、飞行操作规程和飞行守则。
1950年11月，空运队扩编为“高空运输团”，为了加快飞行人员的培训，同年12月筹组“高空运输训练大队”，谢派芬被任命为大队长，接收从苏联购买的42架伊尔-12运输机，在苏联专家帮助下，用三个月时间，速成培养出一批空地勤人员，并带领他们安全转场到四川新津机场。
1951年1月，西南军区空军将“高空运输训练大队”改编成“高空运输团”的第2、第3大队，装备35架伊尔-12运输机。
1951年4月，组建空军航空兵第13师（人民空军第一个运输航空兵师），谢派芬被任命为副团长。
1951年10月，14,000余名十八军官兵和3,000多名藏族同胞，在极其困难条件下修建了当时世界上海拔最高的机场——甘孜机场（海拔高度3,320米，跑道长3,200米，宽50米，净空条件狭窄，只能向东南着陆、向西北起飞的单向起降）。由于C-46运输机起飞上升率小、上升高度慢的特点，无法在甘孜机场起降，上级决定使用伊尔-12运输机试航。
1951年11月11日，谢派芬等人驾驶伊尔—12型27号飞机，在甘孜机场首次试航降落成功。随后，在甘孜机场进行空域试飞，熟悉机场地形、气象特点、进行不同载重的试飞，取得起降最长滑跑距离、时间，上升爬高性能数据。一致确定伊尔—12飞机在甘孜机场起飞的最大安全载重量为15,880公斤，比平原机场少载重1,620公斤。伊尔—12从甘孜成功起降，可以向拉萨方向延伸有限的支援空投航线，能实施成都至甘孜的空运飞行。因此，谢派芬向西南军区空军、空军写了报告，建议在甘孜驻防小分队执行空投、空运任务。
1952年7月，谢派芬率飞行大队在川西高原，山高谷深、天气多变、气流颠簸、空投场狭小、空投高度高的复杂条件下，支援陆军进行黑水剿匪战役，空投作战物资和宣传品。
1953年春，谢派芬率领飞行大队进驻兰州机场，执行支援陆军甘南剿匪平叛作战任务，历时5个月，协同陆军歼灭全部残匪。
1953年冬，谢派芬组织部队首次进行夜间飞行训练，亲自带飞每一位飞行员，因人施教，传授飞行技术和诀窍，使学员受益匪浅。
1954年，组织部队进行夜间复杂气象训练，培训出一批飞行骨干，为空军运输航空兵和国家民航事业的发展打下坚实基础。
由于谢派芬出色地完成了各项飞行任务，西南军区空军首长授予空运队荣立集体一等功，个人荣立一、二等功各1次，出席西南军区首届庆功大会；谢派芬因执行专机飞行任务，未能出席空军首届英模大会，空军仍给他颁发了立功奖章，并于1962年晋升中校军衔。

## 晚年生活
1963年，谢派芬停飞。停飞后当选为湖北省人大代表、政协委员，于1980年离休。

## 荣誉

### 中华民国勋章奖章
- 一等空军复兴荣誉勋章（1948年11月10日批准[9]）

## 艺术形象
2014年中国大陆电视剧《北平无战事》中男主角方孟敖（刘烨饰演）的原型之一即为谢派芬，另一原型为俞渤。